# Camargue (gebied)
De Camargue is een moerasgebied in de Zuid-Franse Rhônedelta (departement Bouches-du-Rhône). Het ligt aan de Middellandse Zee en beslaat de hele Rhônedelta. Toeristisch gezien is het gebied vooral bekend vanwege de in het wild levende grijswitte Camarguepaarden, de zwarte stieren en de roze flamingo's. Het is een vlak en zeer waterrijk gebied met veel meren en lagunen, moeras- en grasland, duin- en bosgebieden. Het is tevens belangrijk voor de winning van zout, de rijstteelt en de wijnbouw.
In 1970 verkreeg het gebied de status van regionaal natuurpark.
De Grande Camargue (Grote Camargue) is 750 km². Het wordt ook wel beschreven als een eiland, omdat het van het vasteland is gescheiden door de twee vertakkingen van de Rhône die vanuit Arles naar de zee lopen. De oostelijke vertakking (Grand Rhône) mondt uit in de zee bij Salin-de-Giraud en de westelijke vertakking (Petit Rhône) bij Saintes-Maries-de-la-Mer. Deze twee plaatsjes zijn de enige nederzettingen in de Grande Camargue, met in totaal 7.436 inwoners (in 2003).
De Petite Camargue (Kleine Camargue), ofwel Camargue Gardoise, ligt ten westen van de Petit Rhône.

## Natuur en mens

### De invloed van het water

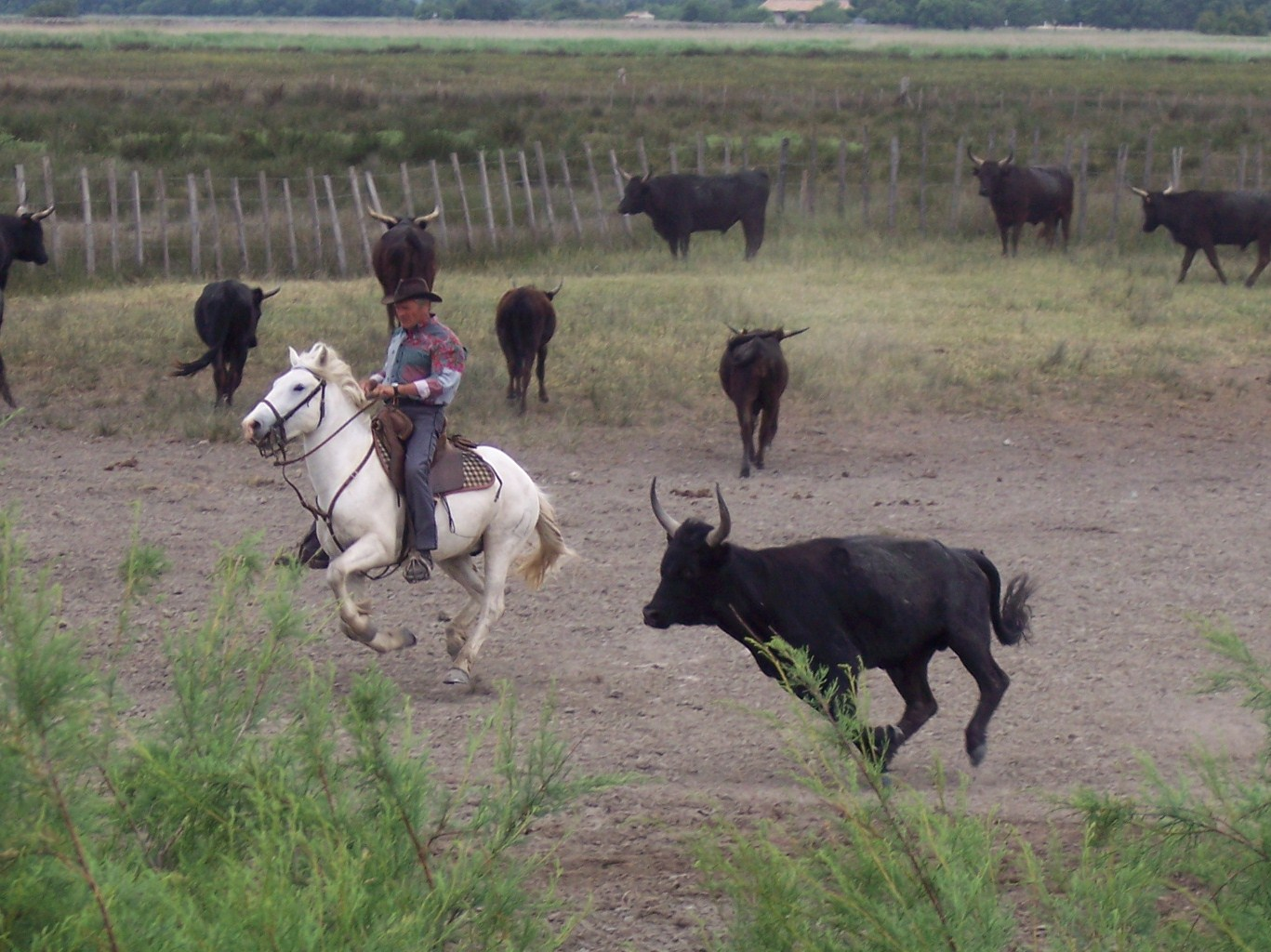
Gardian met stieren in de Camargue

Het aanzien van de Camargue is door de tijd heen voortdurend veranderd. Eeuwenlange sedimentatie en de invloed van zowel zoet water van de rivier als zout water van de zee door de eb- en vloedwerking gaven het gebied geleidelijk zijn eigen geofysisch karakter. Mensen die gedeelten van het land bebouwden en bewerkten zagen hun oogsten vaak door overstroming verdrinken. Voor de bevolking was het niet eenvoudig zich van voldoende voedsel te voorzien.

### Waterbeheersing
Pas tegen het eind van de 19e eeuw was de strijd tegen het water omgebogen in het voordeel van de mens, zodat er meer land bebouwd kon worden. In 1859 werd de eerste zeedijk aangelegd, die de invloed van de getijdenwerking inperkte. In 1869 werden de Rhône-oevers ingedamd, waardoor het aantal overstromingen sterk terugliep. Sindsdien konden de bewoners van de Camargue wijngaarden aanleggen, geïrrigeerd met zoet water. Na de Tweede Wereldoorlog begon men met intensieve rijstteelt. Aangemoedigd door het succes van hun inspanningen legde men meer irrigatiekanalen aan om meer land te kunnen ontzilten. Maar voor het goed functioneren van deze kanalen moest men de loop van het water beter in de hand kunnen houden, dus verbeterde men almaar meer de waterbeheersing. Hierdoor kon men ook de gevolgen van droogte en smeltwatervloeden beter in de hand houden en de oogsten op de intussen 20.500 ha bebouwd land veilig stellen.

### Meer beheersing, minder 'wild'

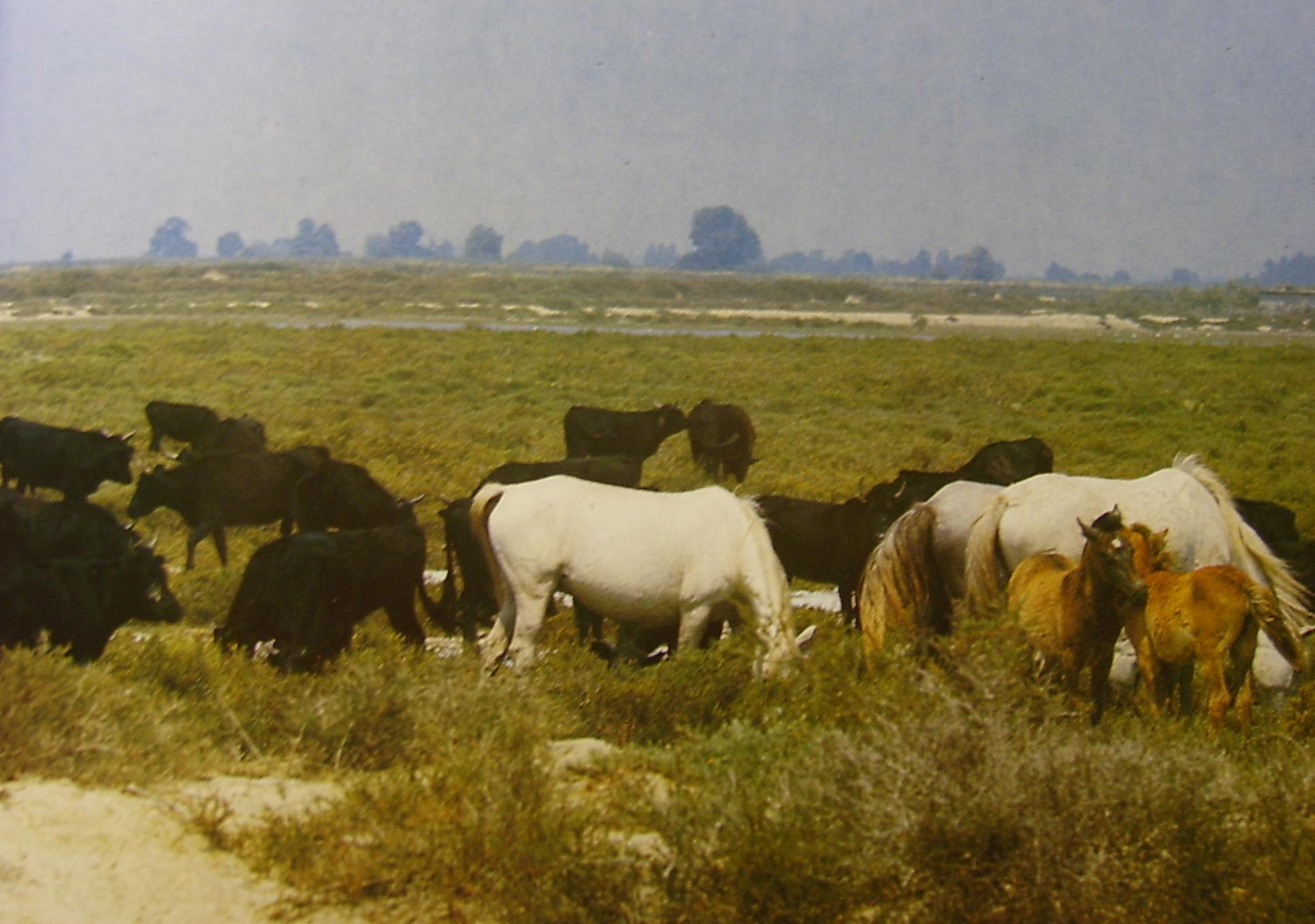
Camarguepaarden en stieren

Met deze successen kwamen ook nieuwe problemen: de Camargue werd door dit netwerk van dammen en dijken min of meer afgesneden van de natuurlijke, periodieke instroming van zoet en zout water. Dit dreigde zowel de landschappelijke eigenheid als de flora en fauna van het gebied aan te tasten. Daarom werd een strikter reguleringssysteem ontworpen en aangelegd, met pompgemalen, irrigatienetwerken, een afwateringssysteem en een fijnmazig netwerk van kanalen en sloten. Gevolg was wel dat de Camargue een deel van de vermaarde 'wildheid' inleverde. Dat geldt trouwens ook voor de eens zo wilde paarden. De meeste hebben nu een eigenaar. 's Nachts leven ze inderdaad nog in het wild, maar 's morgens worden ze opgehaald, zodat de toeristen een ritje kunnen maken en de folklore van de streek in stand kan worden gehouden.

## Biodiversiteit en ecosysteem

### Het waterland
Omdat een gebied als de Camargue met zijn fragiele ecosysteem in Europa zeer zeldzaam is, wordt het zorgvuldig beschermd. De biologische diversiteit is enorm, een gevolg van de combinatie en werking van zowel zoet als zout water in drassig land, doorspekt met meren en ondiepe moerassen (20-80 cm). Het aanzien van de Camargue wordt mede bepaald door de invloed van het mediterrane klimaat. In de zomer valt een gedeelte van het land droog; de meren worden aanzienlijk kleiner.

#### De flamingo

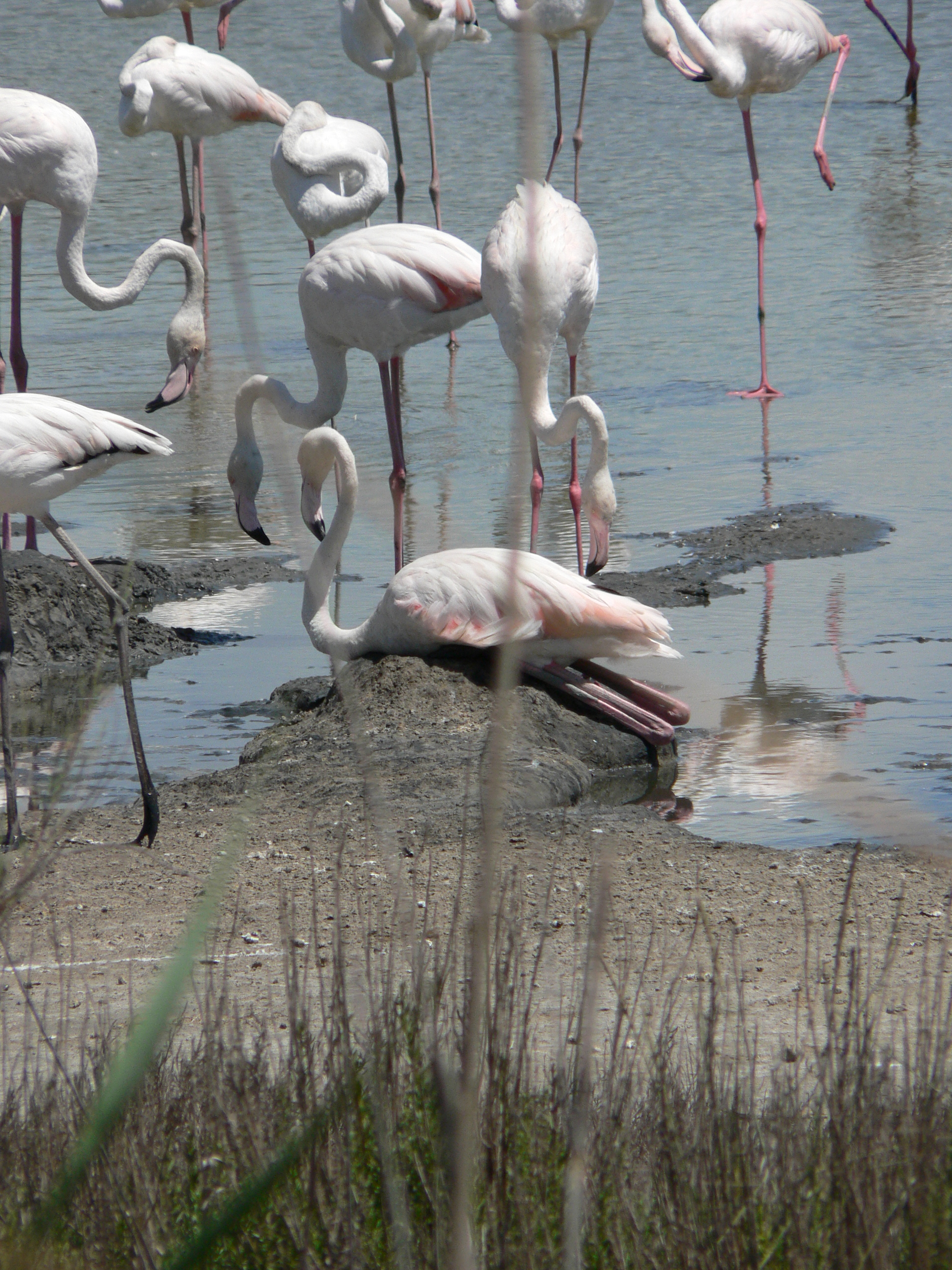
Flamingo op nest in het "parc ornithologique" (vogelpark)

Het embleem van de Camargue is de flamingo (Phoenicopterus roseus). Het gebied is de enige plek in Frankrijk en een van de weinige plaatsen rond de Middellandse Zee waar ze te vinden zijn. Het aantal wordt geschat op maximaal 20.000 paartjes; ze leven verspreid in groepen en staan onder bescherming. Plankton, dat ze met hun bek uit het water kunnen zeven, is hun voornaamste voedselbron. De flamingo's gebruiken modder om nesten te bouwen.
Behalve de flamingo's huizen in het drassige merengebied vele vogelsoorten, zowel trekvogels als overwinteraars. Zilverreigers, de blauwe reiger, de wilde eend, de blauwe kiekendief en kwikstaarten komen er veel voor.

### De zoutvlakten en zoutwinning
Op de zoutige vlakten, salinas, tiert de zeekraal welig, een belangrijke voedingsbron voor de wilde stieren en paarden. In de winter overstroomt de vlakte, in de zomer droogt ze uit tot de grond barst, maar in de lente is ze een ideaal waterland voor moeras- en watervogels als de grutto, de oeverloper en de (zwarte) steltloper. Ook flamingo's doen zich tegoed aan het beschikbare voedsel.
In vroegere tijden werden de zeekraal en de zoutkristallen verast voor het maken van zeep en glas, maar tegen het eind van de 19e eeuw werd plantaardige soda vervangen door industriële soda (ook gewonnen uit zout). Sinds de opkomst van de chemische industrie is zoutwinning (natrium- en chloorzouten) een van de belangrijkste commerciële activiteiten in de Camargue.
Zoutwingebieden zijn onder meer de moerassen en kunstmatige lagunes van Salin-de-Giraud. De totale oppervlakte van zoutwingebieden in de Camargue was in 2003 ruim 14.000 ha, door het jaar heen gemiddeld 11.000 ha. Eén miljoen kubieke meter zout wordt jaarlijks na concentratie en droging uit de bassins gewonnen; daarmee is het het grootste zoutwingebied van Europa. Door de grote hoeveelheid zout krijgt het water in deze zoutvlakten mooie kleuren zoals roze of soms rood.

### Het bosland
In het ecosysteem van de Camargue spelen de kleine bosachtige gebiedjes langs de Rhône en bij de voormalige duinen ten zuiden van Vaccarès een belangrijke rol. Dit geldt met name voor de talrijke zoogdieren, zoals diverse knaagdiersoorten, vossen en bevers, en ook voor insecten, die een belangrijke voedingsbron vormen voor nestelende vogels.

### De kust

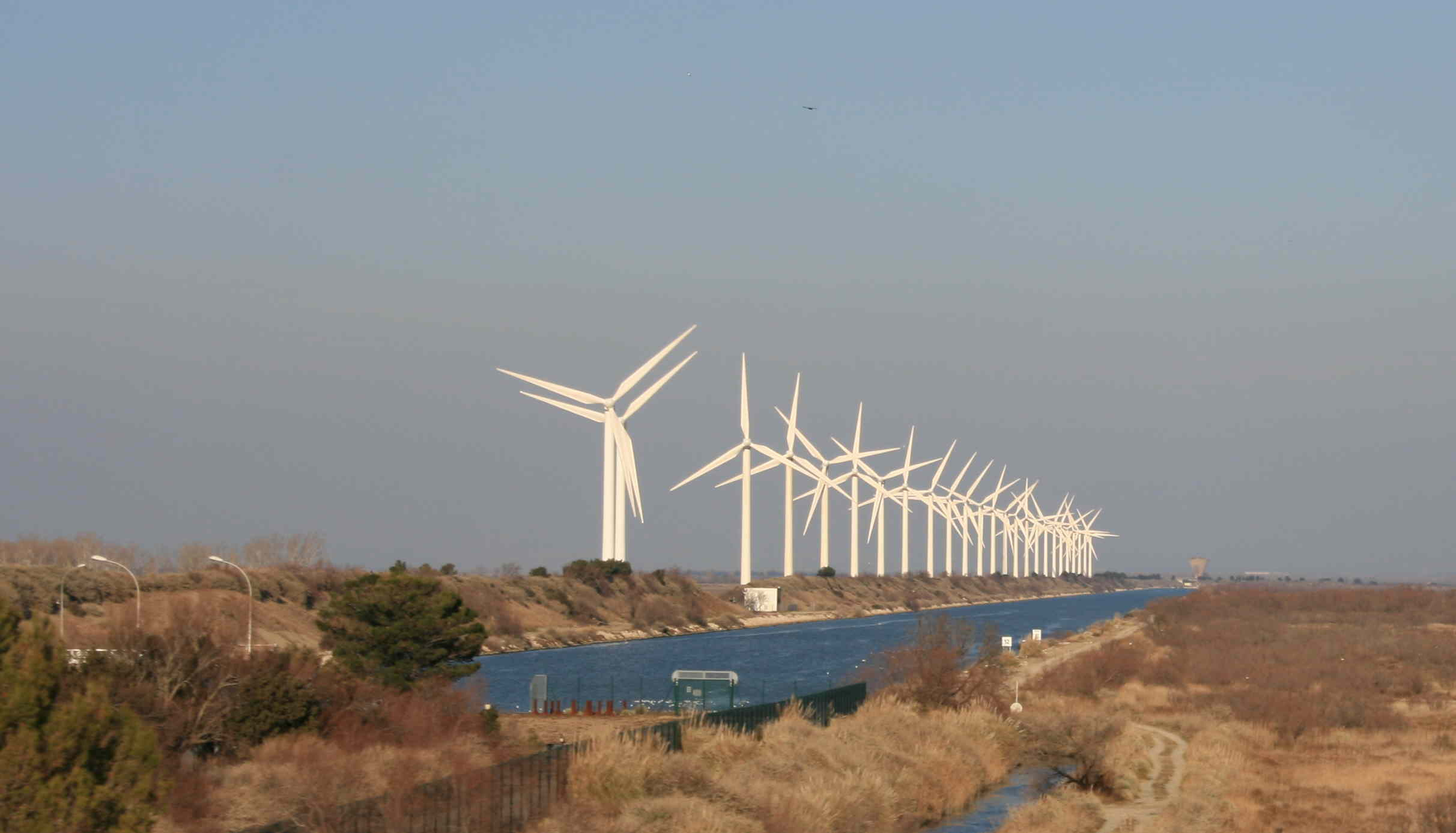
Windmolens aan de Grand-Rhône

De zeedijk langs de kust is ongeveer twintig kilometer lang en niet toegankelijk voor gemotoriseerd verkeer. Langs de hele kust leven grote aantallen van de stern, de kluut, verschillende soorten zeemeeuwen en plevieren. In het westen bevindt zich de vuurtoren van Gacholle. Het zand van de duinen wordt op zijn plaats gehouden door genivelles, kastanjehouten palissaden.

### Étang de Vaccarès
In 1927 werd een watergebied ter grootte van 13.117 ha van Étang de Vaccarès tot aan de zee officieel bestempeld tot beschermd natuurgebied. Het reservoir Étang de Vaccarès bevat ruim zesduizend hectare zoet en brak water en is zeer belangrijk voor het totale waterbeheersysteem van de Camargue. Het water is minder dan twee meter diep, waardoor de reinigende werking van zonlicht en wind veel effect hebben. Het reservoir verwerkt jaarlijks vijftig miljoen kubieke meter water van de omliggende rijstvelden, waardoor een deel van het verlies aan zoet water uit de Rhône (sinds de aanleg van dijken) wordt gecompenseerd. Er leven behalve de roze flamingo's meerkoeten, eenden, futen, sternen, zeemeeuwen en vele andere watervogels.

## Toeristische activiteiten

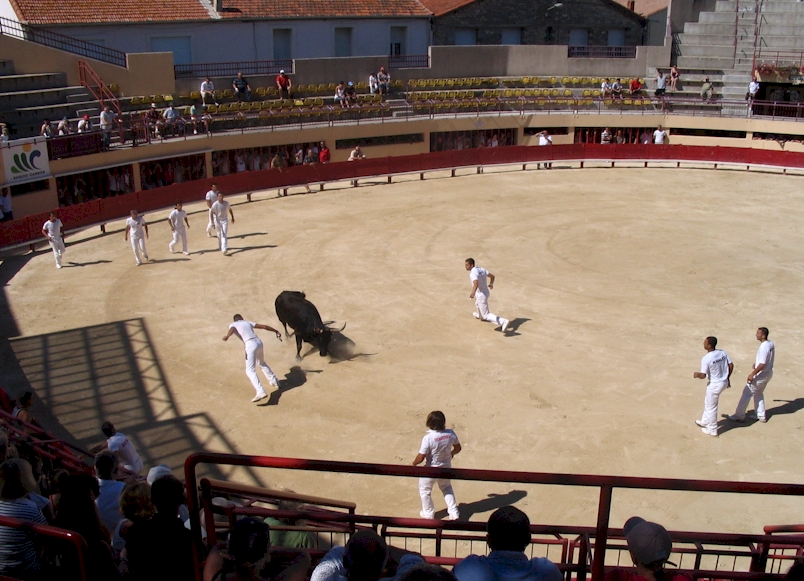
Arena met Course Camarguaise in Mauguio

Toeristen kunnen in de Camargue onder meer paardrijden, winkelen en niet-bloedige stierengevechten, de zogenaamde Course Camarguaise, zien in de arena's van Saintes-Maries-de-la-Mer en Mauguio, rondvaarten maken, wandelen, vogelen, de stranden en strandjes bezoeken of het antieke theater van Arles bezichtigen. Ook Nîmes met zijn vele monumenten uit de Romeinse tijd ligt binnen bereik. Een goede manier om de Camargue te bezoeken is fietsend, waarbij men wel rekening moet houden met grote zwermen muggen.